# Цветопостоянство
Цветопостоянство (цветовая константность) — особенность человеческого восприятия цвета, которая заключается в том, что воспринимаемый цвет объекта остается примерно одинаковым при изменении цвета освещения. Например, глаз (а точнее, мозг) видит зелёное яблоко зелёным как в середине дня, при белом освещении, так и на закате, когда освещение красное.

## Физиологические причины
Это свойство человеческого восприятия обеспечивают специализированные нейроны в первичной зрительной коре головного мозга, которые определяют локальный коэффициент активности колбочек сетчатки глаза. То же самое вычисляется в алгоритме ретинекс Ленда для достижения постоянства цвета.
Эти специализированные клетки называют клетками-двуантагонистами, потому что они вычисляют как противодействие цвета, так и пространственное противодействие. Клетки-двуантагонисты были впервые найдены в сетчатке глаза золотой рыбки и описаны Найджелом Довом. Долгое время шли дебаты о существовании этих клеток в зрительной системе приматов, в конечном итоге их существование было доказано с помощью наблюдения взаимосвязи между рецептивным полем и специальными раздражителями, которыми выборочно активизировали колбочки только одного класса в один момент времени.
Цветопостоянство работает только тогда, когда свет содержит достаточно широкий диапазон длин волн. Различные колбочки сетчатки глаза регистрируют свет различных диапазонов длин волн. На основе этой информации зрительная система пытается определить приблизительный состав освещения, и в дальнейшем делает на него поправку, чтобы получить «истинный цвет объекта». Этот «исправленный» цвет человек и ощущает.
Экспериментально эффект может быть показан следующим образом. Человеку показывается дисплей, известный как «Мондриан» (назван в честь Пита Мондриана из-за схожести его картин с изображениями на этом дисплее), на котором отображаются многочисленные цветные пятна. На дисплей направлено три белых источника света, один проецируется через красный фильтр, другой проецируется через зелёный, а третий — через синий. Человеку предлагается отрегулировать интенсивность света так, чтобы одно из пятен на дисплее стало белым. После этого экспериментатор измеряет интенсивность красного, зелёного и синего света, отраженного от этого белого пятна. Затем экспериментатор просит человека определить цвет соседних пятен, например, зелёного. После чего экспериментатор регулирует источники света так, чтобы интенсивность красного, синего и зелёного света, отраженного от зелёного пятна, стала такой же, какой была первоначально при измерении отражения от белых пятен. Цветопостоянство человека проявляется в том, что зелёное пятно продолжает появляться зелёным, белые пятна продолжают появляться белыми, и все остальные пятна по-прежнему имеют оригинальные цвета.

## Теория ретинекса
В 1971 году Эдвин Г. Лэнд сформулировал теорию ретинекса, чтобы объяснить данный эффект. Слово «ретинекс» (retinex) составлено из слов «сетчатка глаза» (retina) и «кора» (cortex), подразумевая, что в процессе участвуют как глаза, так и мозг.
Способность к оценке и моделированию цветопостоянства необходима для компьютерного зрения. Вследствие этой необходимости разрабатывают множество алгоритмов, в том числе некоторые алгоритмы ретинекс. Эти алгоритмы получают в качестве входных данных красный/зелёный/синий значения каждого пикселя изображения и пытаются оценить отражение в каждой точке.
Один из таких алгоритмов работает следующим образом: вычисляются максимальные значения для всех пикселей красного rmax, зелёного gmax синего bmax цветов. Если предположить, что сцена содержит объекты, которые отражают весь красный свет, а также, возможно, другие объекты, которые отражают весь зелёный свет, и те, которые отражают весь синий свет, можно сделать вывод, что источник света описывается формулой (rmax, gmax, bmax). Вследствие этого для каждого пикселя со значением (r, g, b) его отражение оценивается как (r/rmax, g/gmax, b/bmax).
Хотя модели ретинекс по-прежнему широко используются в компьютерном зрении, было показано, что они не точно моделируют человеческое восприятие цвета.
Алгоритм Retinex запатентован (патент принадлежит NASA) и доступен под маркой PhotoFlair в качестве самостоятельной программы и в виде фильтров для Adobe Photoshop и Adobe Premiere на сайте правообладателя, компании TruView.

## Баланс белого цвета
В цифровых фотоаппаратах и графических редакторах существует функция коррекции баланса белого цвета, которая отчасти имитирует возможности субъективного восприятия, позволяя приблизить снятые в различных условиях освещения фотографии к виду, который получился бы при освещении нейтральном.